# Bazni predor Brenner
Bazni predor Brenner (nemško Brennerbasistunnel; italijansko Galleria di base del Brennero) je 55 kilometrov dolg železniški predor, ki se gradi skozi vzhodne Alpe pod prelazom Brenner. Po zaključku bo to drugi najdaljši železniški predor na svetu, ki bo za več kot kilometer presegel predor Seikan. Potekal bo od Innsbrucka v Avstriji do Fortezze v Italiji in nadomestil del sedanje  Brennerske železniške proge. Proga je del linije 1, proge Berlin-Palermo, vseevropskega prometnega omrežja (TEN-T).
Prelaz Brenner v Alpah na meji med Avstrijo in Italijo je ena najpomembnejših prometnih povezav med severno in južno Evropo, avtocesta, ki poteka po njej, pa je znana po pogostih zastojih. Onesnaženje s tranzitnega prometa je glavna skrb zaradi kombinacije temperaturne inverzije in ozke oblike dolin, ki vodijo do prelaza.
Cilj je razbremeniti to situacijo z močnim izboljšanjem železniške povezave med Severno in Južno Tirolsko z novim predorom, ki bo vlakom omogočil veliko hitrejši prehod čez Alpe. Trenutno hitrosti v regiji Brenner komaj presegajo 70 km / h zaradi strmine obstoječih tirov, ki prečkajo prelaz na nadmorski višini 1371 metrov.
Čas potovanja od Innsbrucka do Bolzana se bo skrajšal z 2 h na 50 minut.
Projekt financirata Avstrija in Italija, prispeva pa tudi Evropska unija. Skupaj z velikim delom obstoječe obvoznice Innsbruck bo bazni predor Brenner dosegel dolžino 64 km. To bi bila najdaljša podzemna železniška povezava na svetu. Do zdaj obljubljeno financiranje ne bo zadoščalo za predvidene stroške. Predor naj bi bil dokončan leta 2028.

## Ozadje
Potniški in tovorni promet čez Alpe se je v zadnjih letih močno povečal in napovedujejo nadaljnjo rast. Avstrija je ključna država za tovorni promet med severno in južno Evropo ter med vzhodno in zahodno Evropo. Regija Brenner je politično zelo občutljiva tako glede lokalnih kot čezmejnih prometnih vprašanj. Med letoma 1970 in 1999 se je avtocestni tovor povečal sedemkrat (3 do 22 milijonov ton). Leta 1990 je bilo 70 % tovora iz vzhodne Evrope prepeljano po železnici, preostanek pa s tovornjaki. Ta razmerja naj bi se obrnila do leta 2010. Približno tri četrtine prometa preko prelaza Brenner trenutno prenaša cestni prevoz. Domačini se že dolgo borijo za olajšanje s tem povezanega onesnaženja. Zagovorniki menijo, da je gradnja železniškega predora nujna za preusmeritev tovornega prometa s ceste na železnico.
Železniška proga od Innsbrucka do Bolzana je bila zgrajena med letoma 1860 in 1867. Polmeri polnih krivulj in nakloni do 26‰ otežujejo železniške operacije. Izboljšave obstoječe proge na italijanski strani v zadnjih letih, ki so bile dokončane konec leta 2008, omogočajo, da proga teoretično sprejme 240 vlakov na dan. Ocene se niso bistveno izboljšale.
Nova proga čez Brenner bi imela največji gradient  5‰-7‰. Tako bi lahko lokomotiva vlekla več kot dvojno težo. Nova proga (bazni predor skupaj z južnim pristopom od Waidbrucka / Ponte Gardene do Franzensfeste / Fortezze) bi čas potovanja med Innsbruckom in Bolzanom danes skrajšala s približno dveh ur na manj kot polovico.

## Projekt

### Glavni predor
Dvocevni predor, dolg 55 kilometrov, se začne v predmestju Innsbrucka, Wilten in prodira v Alpe do višine približno 840 metrov nad morsko gladino. Predor bo do 1720 m  pod površjem na svoji najgloblji točki v odseku gnajsa, ki se razteza južno od italijanske meje. Ker se po najnovejšem načrtu predor začne kot dvocevni predor, priključek, ki je že pripravljen v predoru Inntal na obvoznici Innsbruck, ne bo uporabljen. Namesto tega je predvidena preusmeritev z več kraki.
Količina kamnine, ki jo je treba izkopati med gradnjo predora, je ocenjena na 21 milijonov kubičnih metrov, od tega bo približno 60 % nastalo v Avstriji, saj bo približno 60 % predora v Avstriji. Del bo uporabljen kot polnilo za pristopne nasipe, drugi del materiala pa bo uporabljen za izdelavo betona za končno oblogo predora. Glavni predori bodo imeli krožni prerez s premerom približno 8,1 m.
Po trenutnem načrtovanju bo vrh predora na meji na nadmorski višini približno 810 m, čeprav bi bil vrh južneje nižji. Postavitev vrha na mejo je določena v pogodbi med Avstrijo in Italijo. Kot utemeljitev za to izbiro je navedeno, da bo to omogočilo, da bo avstrijska voda tekla v predoru do Avstrije in italijanska voda do Italije.

### Severni pristop
Na svojem severnem koncu ima bazni predor (BBT) dva vhoda, ki morata nekaj kilometrov pred križiščem z glavnimi predori iti pod zemljo in bo zgrajen kot del BBT. Ena pot vodi od glavne postaje v Innsbrucku pod Bergiselom, druga pa se poveže z obvoznico v Innsbrucku. Ta proga doda dolžini predora približno 8 kilometrov kot pot postaje v Innsbrucku; z njim bo BBT na 62,7 kilometra postal najdaljši neprekinjen železniški predor na svetu. Če pa se podaljšek Axentunnel doda baznemu predoru Gotthard, bi njegova dolžina postala 75 kilometrov, kar bi mu omogočilo, da si povrne naslov 'najdaljši predor'.
Severni pristop iz Münchna znotraj Nemčije je 165 kilometrov dolga pot Grafing – Rosenheim – Kufstein. Cilj projekta Brenner Nordzulauf (severna povezava Brenner) je poleg obstoječe proge med Grafingom in Brannenburgom zgraditi progo za visoke hitrosti za hitrosti do 230 km / h povečanje kot posledica BBT. Projekt je dosegel poglobljene faze načrtovanja, vendar trpi zaradi pomanjkanja podpore s strani domačinov. Bolj neposredna pot med Münchnom in Innsbruckom, na primer prek Garmisch-Partenkirchena, Mittenwalda in Seefelda, ni bila uresničena, lahko bi skrajšala progo München-Innsbruck na 129 kilometrov.
V Avstriji nova dvotirna proga za visoke hitrosti dopolnjuje železnico spodnje doline Inna med Wörglom in Baumkirchnom. Uspelo je zmanjšati čas potovanja med Münchnom in Innsbruckom s 1:50 po starih tirih na 0:55 z uporabo visoke hitrosti. Približno 32 kilometrov proge od dolžine 40 kilometrov skozi spodnjo dolino Inna (Unterinntal) je zgrajene pod zemljo, v koritih ali pod snežnimi galerijami. Ublažitev hrupa in vibracij je dosežena z uporabo 80.000 kvadratnih metrov elastomera v sistemu masovnih vzmeti. Nadgradnja tira odseka je razred obremenitve E5. Na dan lahko prevozi 260-300 vlakov. Ta odsek je bil odprt 9. decembra 2012. V načrtu je nadaljevanje te proge do nemške meje pri Brannenburgu.
Južni pristop za BBT bo dolg 189 kilometrov in bo segal od južnega portala predora v Franzensfeste / Fortezza do Verone. Za nekatere odseke je načrtovanje končano.
- Začetek stroj za vrtanje predorov (TBM) na gradbišču Natz-Schabs-Aicha aprila 2008
- Pogled na gradbišče podvoza Eisack za september 2019
- TBM v raziskovalnem predoru Ahrental – Pfons
- Obrat in skladišče za predelavo izkopa v Ahrentalu julija 2016

## Zgodovina
Predor Brenner je najpomembnejša povezava na železniški osi Berlin – Palermo, vrsta projektov, ki bodo ustvarili enotno železniško progo od Berlina v Nemčiji do Palerma na Siciliji.

### Zgodovina urnika
V začetku predhodnega načrtovanja je BBT SE (Brenner Base Tunnel Societas Europae) na zasedanju v Bruslju junija 2005 predstavil začasno poročilo o stanju. Pričakovanja po srečanju so bila, da bo projekt mogoče dokončati in pilotni predor začeti do leta 2006. Cilj za začetek obratovanja predora je bil leta 2015.
Leta 2007 je bila v memorandumu, ki sta ga podpisala avstrijski in italijanski minister za promet, določena časovnica gradnje z datumom konca leta 2022.

### Zgodovina financiranja
Decembra 2008 je evropski komisar za promet Antonio Tajani odobril sredstva v skupni višini 1,7 milijarde EUR za financiranje 11 železniških projektov, ki naj bi skupaj vzpostavili dve glavni progi po celini.
Maja 2009 je bilo potrjeno, da je bil podan zadnji sklep o projektu.
Končni ocenjeni stroški so na ravni leta 2018 znašali 8,384 milijarde EUR.

### Zgodovina gradnje
Poleti 2007 so se začela dela na pilotnem predoru, ki bo potekal vzdolž črte prihodnjega predora in se bo uporabljal za odstranjevanje vode in umazanije med glavno gradbeno fazo. Gradnja pilotnega predora med letoma 2006 in 2009 naj bi stala 430 milijonov EUR in bi ga 50 % financirala EU.
6. julija 2019 sta bila povezana dva avstrijska segmenta in nastal je neprekinjen 36 km dolg predor - približno 65 % predvidene dolžine 55 km predora.

## Oblikovanje
Končna zasnova bo sestavljena iz dveh predorov, dolgih 55 kilometrov. Med gradnjo bo srednji predor 12 metrov pod obema primarnima predoroma uporabljen kot vodilni predor za določanje geoloških razmer, kasneje pa za odvodnjavanje in dostop v sili. Vsakih 333 metrov bo prehod med predoroma. Večnamenske postaje bodo v Trensu (v Freienfeldu), St. Jodoku in tretja postaja proti severnemu koncu predora za zagotavljanje operativnih in nujnih služb. ETCS 2. stopnje bo nameščen za zagotavljanje nadzora vlaka.

## Financiranje
Kot čezalpski odsek koridorja SCAN-MED dobiva bazni predor Brenner precejšnja sredstva iz Evropske unije. Med letoma 2015 in 2020 je EU krila 50 % stroškov raziskovalnega predora (približno 303 milijonov EUR) in 40 % stroškov dveh glavnih predorov (nekaj manj kot 880 milijonov EUR). Avstrija in Italija bosta krili polovico preostalih stroškov (približno 60 %).
Ocena osnovnih stroškov za bazni predor Brenner za leto 2017 je znašala 7,8 milijarde EUR. Glede na načrtovani končni datum projekta (2028) so ocenjeni skupni stroški z zagotavljanjem tveganj in prilagoditvami za inflacijo približno 8,384 milijarde EUR. Razdelimo jih lahko v 4 velike kategorije: 60 % stroškov prihaja iz inženirskih del, 15 % za opremo, 10 % za načrtovanje, storitve in notranje stroške, 1 % za zemljišča in s tem povezana vprašanja ter 14 % za zagotavljanje tveganj.

## Podatki
Vir:
- Skupna dolžina predora od obvoznice Innsbruck do Fortezze / Franzensfeste: 64 km
- Dolžina od portala Innsbruck do portala Fortezza / Franzensfeste: 55 km
- Premer vsake enotirne cevi: 8,1 m
- Razdalja med prehodnimi tuneli: 333 m
- Nadmorska višina: 794 m
- Največja razbremenitev: 1720 m
- Začetek gradnje: 1999 (priprave), 2007 (raziskovalni odsek), 2011 (glavni predor)
- Konec gradnje: 2027
- Skupni stroški: 8,384 milijarde EUR
- Sistem za elektrifikacijo: 25 kV 50 Hz AC
- Sistem vodenja in upravljanja: ETCS 2. stopnja
- Delovna hitrost: 250 km / h za potniške vlake in 160 km / h za tovorne vlake